# Liste der häufigsten Flugrouten nach Passagieraufkommen
Folgende Liste sortiert die häufigsten Flugrouten der Welt nach Passagieraufkommen. Als Passagier gezählt wird eine Person, die an einem Flughafen landet, abfliegt oder umsteigt. Wenn die gleiche Person dieselbe Strecke hin- und zurückfliegt wird sie doppelt gezählt.

## 2018
Die häufigsten Flugrouten zwischen zwei Flughäfen weltweit nach der Anzahl der Passagiere. Die große Mehrheit der Routen waren nationale Routen innerhalb eines Landes. Angegeben ist zudem Steigerung der Passagierzahlen zum Vorjahr sowie die Distanz zwischen beiden Flughäfen in Kilometer.
| Rang | Ziel              | Ziel              | Passagiere | Passagiere          | Strecke | Strecke       |
| Rang | 1                 | 2                 | 2018       | Veränderung zu 2017 | in km   | Typ           |
| ---- | ----------------- | ----------------- | ---------- | ------------------- | ------- | ------------- |
| 1    | Jeju              | Seoul             | 14.107.414 | ▲ 04,8 %            | 0449    | National      |
| 2    | Sapporo           | Tokio             | 09.698.639 | ▲ 11,1 %            | 0819    | National      |
| 3    | Melbourne         | Sydney            | 09.245.392 | ▲ 01,7 %            | 0705    | National      |
| 4    | Tokio             | Fukuoka           | 08.762.547 | ▲ 11,4 %            | 0880    | National      |
| 5    | Mumbai            | Delhi             | 07.392.155 | ▲ 03,7 %            | 1183    | National      |
| 6    | Ho Chi Minh Stadt | Hanoi             | 06.867.114 | ▲ 01,4 %            | 1160    | National      |
| 7    | Peking            | Shanghai          | 06.518.997 | ▼ 04,6 %            | 1075    | National      |
| 8    | Taipeh            | Hongkong          | 06.476.268 | ▼ 03,6 %            | 0802    | International |
| 9    | Okinawa           | Tokio             | 05.829.712 | ▲ 10,6 %            | 1553    | National      |
| 10   | Surabaya          | Jakarta           | 05.649.046 | ▲ 07,2 %            | 0690    | National      |
| 11   | Denpasar          | Jakarta           | 05.535.108 | ▲ 11,8 %            | 0983    | National      |
| 12   | Dschidda          | Riad              | 05.526.110 | ▲ 08,5 %            | 0851    | National      |
| 13   | Osaka             | Tokio             | 05.131.757 | ▲ 00,5 %            | 0402    | National      |
| 14   | Peking            | Chengdu           | 05.092.442 | ▲ 02,8 %            | 1558    | National      |
| 15   | Guangzhou         | Peking            | 05.076.229 | ▲ 04,3 %            | 1880    | National      |
| 16   | Cancún            | Mexiko-Stadt      | 04.885.602 | ▲ 04,9 %            | 1284    | National      |
| 17   | Peking            | Shenzhen          | 04.853.038 | ▲ 07,9 %            | 1957    | National      |
| 18   | Brisbane          | Sydney            | 04.815.609 | ▲ 01,5 %            | 0748    | National      |
| 19   | Jakarta           | Singapur          | 04.812.342 | ▬ 00,0 %            | 0882    | International |
| 20   | Shanghai          | Guangzhou         | 04.724.514 | ▲ 05,7 %            | 1175    | National      |
| 21   | Shanghai          | Shenzhen          | 04.679.294 | ▲ 05,3 %            | 1209    | National      |
| 22   | Bangalore         | Delhi             | 04.542.638 | ▲ 08,6 %            | 1708    | National      |
| 23   | Makassar          | Jakarta           | 04.530.428 | ▼ 00,6 %            | 1432    | National      |
| 24   | Jakarta           | Medan             | 04.512.830 | ▲ 16,1 %            | 1386    | National      |
| 25   | Kapstadt          | Johannesburg      | 04.508.214 | ▼ 04,1 %            | 1271    | National      |
| 26   | Kuala Lumpur      | Singapur          | 04.290.463 | ▲ 04,4 %            | 0296    | International |
| 27   | Rio De Janeiro    | São Paulo         | 04.234.631 | ▲ 03,4 %            | 0365    | National      |
| 28   | Shanghai          | Hongkong          | 04.053.909 | ▼ 02,6 %            | 1247    | National      |
| 29   | Los Angeles       | San Francisco     | 03.971.922 | ▲ 13,2 %            | 0541    | National      |
| 30   | Bogotá            | Medellín          | 03.930.332 | ▲ 18,3 %            | 0216    | National      |
| 31   | Mumbai            | Bangalore         | 03.814.494 | ▲ 10,7 %            | 0834    | National      |
| 32   | Los Angeles       | New York City     | 03.635.655 | ▲ 02,9 %            | 3973    | National      |
| 33   | Bangkok           | Phuket            | 03.612.373 | ▲ 08,6 %            | 0692    | National      |
| 34   | Melbourne         | Brisbane          | 03.565.266 | ▲ 00,6 %            | 1376    | National      |
| 35   | Manila            | Cebu              | 03.519.525 | ▲ 08,8 %            | 0566    | National      |
| 36   | Hongkong          | Bangkok           | 03.490.988 | ▲ 02,4 %            | 1690    | International |
| 37   | Mexiko-Stadt      | Monterrey         | 03.474.971 | ▲ 08,5 %            | 0713    | National      |
| 38   | Delhi             | Kalkutta          | 03.431.999 | ▲ 08,8 %            | 1313    | National      |
| 39   | Da Nang           | Ho Chi Minh Stadt | 03.256.718 | ▲ 01,4 %            | 0605    | National      |
| 40   | Bangkok           | Chiang Mai        | 03.212.124 | ▲ 01,8 %            | 0568    | National      |
| 41   | Osaka             | Seoul             | 03.210.813 | ▲ 10,4 %            | 0859    | International |
| 42   | Lima              | Cuzco             | 03.201.414 | ▲ 06,7 %            | 0583    | National      |
| 43   | New York City     | Chicago           | 03.198.700 | ▲ 02,6 %            | 1176    | National      |
| 44   | Kuala Lumpur      | Jakarta           | 03.170.193 | ▲ 12,7 %            | 1128    | International |
| 45   | Guadalajara       | Mexiko-Stadt      | 03.170.177 | ▲ 05,8 %            | 0459    | National      |
| 46   | Jeju              | Busan             | 03.106.224 | ▲ 11,2 %            | 0291    | National      |
| 47   | Izmir             | Istanbul          | 03.084.250 | ▼ 11,8 %            | 0332    | National      |
| 48   | Seoul             | Hongkong          | 03.081.942 | ▼ 03,6 %            | 2068    | International |
| 49   | Guangzhou         | Chengdu           | 03.044.038 | ▲ 03,4 %            | 1221    | National      |
| 50   | Hongkong          | Manila            | 03.008.842 | ▲ 03,5 %            | 1145    | International |